# Pedro de Aycinena y Piñol
Pedro de Aycinena y Piñol (1802- 14 de maig de 1897) va ser president provisional de la República de Guatemala en 1865. Com a Ministre de Relacions Exteriors, durant l'administració de Rafael Carrera y Turcios, va signar la Convenció de límits d'Hondures Britànica l'1 de gener de 1854 en el qual va ser cedit el territori de Belize; i també el Tractat d'Amistat, Comerç i Navegació entre la República de Guatemala i el Perú.